# Trasporto internazionale su gomma

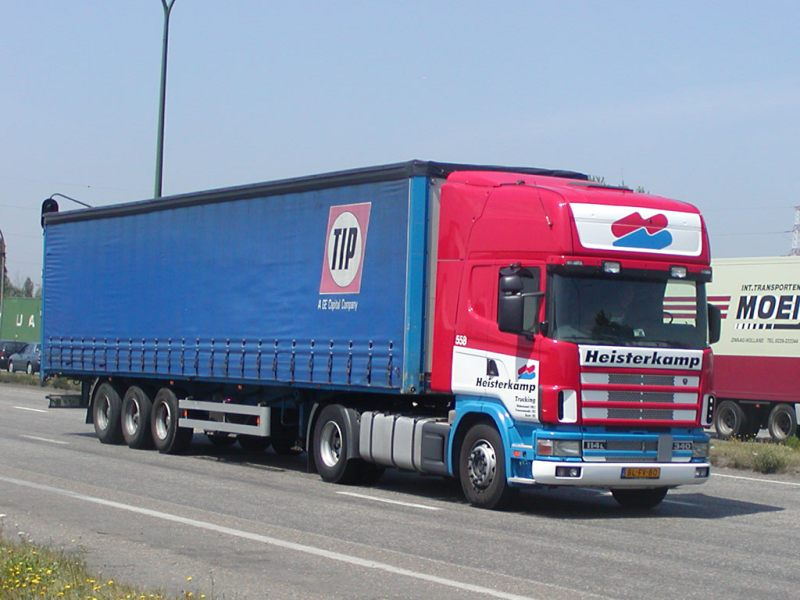
Semirimorchio per carico merci generiche

Il trasporto internazionale su gomma è il trasferimento terrestre di merci tra due diversi Stati (con o senza attraversamento di paesi terzi). Esso si basa su accordi che si applicano ai trasporti effettuati integralmente via strada, ma anche ad alcuni tipi di trasporto intermodale effettuati via terra.

## Denominazione

Tabella sugli automezzi TIR

La denominazione TIR è l'acronimo dal francese di Transports Internationaux Routiers e nasce da un accordo siglato a livello internazionale a Ginevra il 14 novembre 1975.

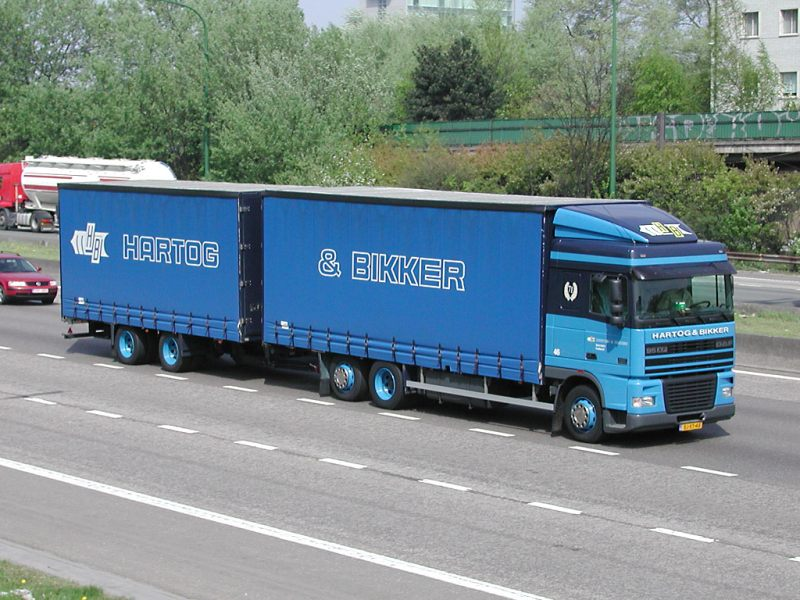
Tipico autotreno grandevolume in uso nei trasporti internazionali via strada

Il termine TIR è impropriamente entrato nell'uso comune italiano quale sinonimo dei grandi mezzi di trasporto merci, ossia autocarri, autotreni e autoarticolati.
Il segnale rettangolare di colore azzurro che si vede applicato sul retro di alcuni automezzi pesanti (e da cui è appunto nato il sinonimo camion = TIR) sta soltanto a significare che tale automezzo è fornito di un particolare documento, il "Carnet TIR". Quest'ultimo viene rilasciato al trasportatore (che ne ha fatto specifica richiesta e che ha fornito delle garanzie economiche per ottenerlo) che si impegna, di fronte a tutte le autorità preposte ai controlli, a effettuare un regolare trasporto di merce tra una nazione A e una nazione B, entrambe nazioni che hanno sottoscritto l'accordo TIR a livello internazionale e che sono ancora soggette a controlli doganali.
Ciò non significa che gli automezzi sprovvisti di tale documento siano automaticamente non in regola per effettuare un trasporto; in ambito extra UE autorizzazioni vengono rilasciate ai trasportatori anche in base ad accordi bilaterali tra le varie nazioni (regolamentando una equa divisione dei viaggi tra gli automezzi di entrambi gli Stati). Nell'ambito dell'Unione europea il Carnet TIR non è più necessario data l'assenza di controlli doganali. Di conseguenza non è obbligatorio per un autotrasportatore avere la qualifica di TIR ma è comunque necessario che il trasporto si adegui alle convenzioni internazionali.

## Storia
Fin dai primi anni del dopoguerra, con l'aumento esponenziale dell'interscambio commerciale tra le varie Nazioni, si è fatta molto pressante la necessità di una serie di regolamenti comuni per semplificare e uniformare i metodi di trasporto delle merci tra i vari Stati. Le prime soluzioni sono state trovate nella Convenzione relativa al contratto di trasporto internazionale di merci su strada siglata a Ginevra il 19 maggio 1956 (CMR).
Nel documento conclusivo sono state emanate le direttive che tutti gli operatori del trasporto devono seguire nell'effettuazione del trasporto di merci su strada. Tali regole sono denominate CMR (da Convention de Marchandise par Route, il nome francese della convenzione) e indicano in maniera precisa quali siano gli obblighi che ogni soggetto giuridico (mittente, trasportatore e destinatario) implicato in un contratto di trasporto deve seguire. Propriamente, l'art.1 dell'accordo recita: «La presente Convenzione si applica a ogni contratto per il trasporto a titolo oneroso di merci su strada per mezzo di veicoli, indipendentemente dal domicilio e dalla cittadinanza delle parti, quando il luogo di ricevimento della merce e il luogo previsto per la consegna indicati nel contratto sono situati in due paesi diversi, di cui almeno uno sia parte della Convenzione.» Da questo primo accordo, firmato nella Svizzera romanda, redatto nella lingua del luogo seppur con copia in lingua inglese, è nata la consuetudine di considerare il francese la lingua ufficiale nel campo dei trasporti internazionali terrestri.
Un regolamento complementare a quello generico della CMR e che ogni operatore coinvolto deve conoscere è quello relativo al trasporto di merci pericolose, armonizzato anch'esso a livello sovranazionale (europeo) dalle regole dell'accordo europeo relativo al trasporto internazionale su strada delle merci pericolose. La prima stesura di questo accordo risale al 30 settembre 1957, firmata anch'essa a Ginevra.

## Soggetti giuridici coinvolti

### Mittente
Il mittente è il soggetto proprietario che spedisce la merce. Ha parecchi doveri e parecchie responsabilità nell'effettuazione del trasporto internazionale. I suoi compiti principali sono di:
- Preparare la merce per il carico, debitamente imballata ed etichettata (soprattutto nel caso di merci pericolose).
- Accertarsi che l'automezzo sia in regola ed adatto per il carico.
- Provvedere al carico corretto della merce sull'automezzo.
- Predisporre tutti i documenti commerciali (ed eventualmente i certificati) necessari.
- Compilare correttamente la lettera di vettura secondo gli accordi della CMR.

### Trasportatore
Il trasportatore è colui che effettua materialmente il trasferimento delle merci da mittente a destinatario. I suoi obblighi principali sono:
- Mettere a disposizione per il carico un automezzo perfettamente in regola per le merci da trasportare.
- Accertarsi che il carico sia stato fatto a regola d'arte e, nel caso, provvedere al suo fissaggio.
- Presentarsi nei punti di transito (tipicamente dogane) che gli sono state segnalati sulla lettera di vettura da parte del mittente.
- Trasferire con la massima cura l'automezzo sino all'indirizzo di scarico (sempre segnalato sulla lettera di vettura), rispettando tutte le regole in merito a velocità, turni di guida e di riposo in vigore nelle varie nazioni attraversate.

### Destinatario
Il destinatario è il ricevente del carico, normalmente l'acquirente, ma anche uno spedizioniere o un magazzino designato. I suoi compiti sono:
- Accertarsi che siano state effettuate regolarmente tutte le eventuali pratiche doganali e liquidati i diritti doganali gravanti sulle merci.
- Provvedere allo scarico delle merci dall'automezzo del trasportatore.
- Controllare la corrispondenza della merce con quanto indicato sulla lettera di vettura.
- Firmare la lettera di vettura CMR quale conferma dell'avvenuto termine del trasporto, apponendo eventuali sue riserve sul documento stesso.

### Altri soggetti
Un'altra figura professionale molto importante nel campo dei trasporti internazionali terrestri è quella dello spedizioniere, azienda che coordina l'attività dei singoli trasportatori (e molto spesso è essa stessa proprietaria di vari mezzi di trasporto) cercando di fornire alle singole aziende un servizio completo, particolarmente valido nel caso di trasporti di piccole partite di merce.
Il trasporto internazionale delle merci è oggi abbastanza semplificato se avviene tra le nazioni appartenenti alla CEE, soprattutto nel caso non sia necessario attraversare alcuno Stato non facentene parte.
Per i trasporti da e verso nazioni extracomunitarie è necessaria invece molta più attenzione, sia nella preparazione della documentazione, sia nell'effettuazione del trasporto stesso. Oltre al trasporto vero e proprio bisogna provvedere all'espletamento delle pratiche doganali sia nel paese di esportazione che in quello di importazione. A tal fine fondamentale è l'assistenza fornita dallo spedizioniere doganale, figura specialistica che, in nome e per conto delle aziende proprietarie delle merci, compila i regolari documenti richiesti dalle autorità doganali.

## Aspetti contrattuali
Il trasporto internazionale su gomma, oltre che soggetto alle regole comuni dell'autotrasporto valide anche per il trasporto nazionale, ha alcune differenziazioni:

### Resa del trasporto
In sede di compravendita di beni tra soggetti di due Stati diversi riveste particolare importanza la resa con cui i materiali vengono venduti. I termini con cui la si definisce sono in base alla convenzione Incoterms e definiscono in maniera precisa gli obblighi (e i relativi costi) a carico del Mittente e del Destinatario in materia di trasporto e assicurazione; il ventaglio di possibilità è piuttosto esteso e variegato tra i due estremi in cui tutte le spese sono a carico dell'una o dell'altra parte.

### Responsabilità verso le merci trasportate
Anche la responsabilità del vettore verso le merci trasportate, salvo nel caso di dolo o colpa grave, sono regolamentate in sede sovranazionale e sono state esaminate precipuamente nell'ultima revisione del concordato CMR del 1978. Vi vengono specificati i limiti, anche economici, di responsabilità del trasportatore in caso di danni o avarie ai materiali trasportati.

## Veicoli utilizzati
Una problematica da affrontare in un trasporto internazionale è quello del peso caricabile sul singolo automezzo. Oltre naturalmente a non poter superare in ogni caso la portata massima indicata sui documenti di circolazione dell'autoveicolo, bisogna tenere in debito conto che, se per quanto riguarda le misure massime di ingombro dei mezzi pesanti le regole europee sono quasi identiche, sono invece diversi i pesi caricabili; infatti ogni nazione ha definito un suo peso totale a terra massimo, peso comprendente la tara dell'automezzo e il suo carico trasportato, abbreviato in P.T.T. In base a queste leggi avviene che lo stesso automezzo debba caricare quantitativi diversi a seconda delle Nazioni in cui si trovi a viaggiare. Ad esempio, secondo il Codice della strada in Italia il P.T.T. è di 44.000 kg mentre in molte altre nazioni europee è di 40.000 e scendeva addirittura a 34.000 nel caso della Svizzera; quest'ultima si è adeguata ai 40.000 kg solamente dal 1º gennaio 2005. È da tenere in dovuta considerazione anche il peso per asse caricabile e la distribuzione omogenea lungo il piano di carico, onde evitare pericoli nell'affrontare percorsi impegnativi e in presenza di cattive condizioni meteorologiche.

### Automezzi di uso comune
Gli automezzi più usati nel campo del trasporto internazionale sono l'autoarticolato, complesso veicolare costituito dall'accoppiata trattore stradale-semirimorchio, e l'autotreno, di solito "grande volume". Nel primo caso si tratta di un'appendice dalla lunghezza massima di 13,60 m che può essere agganciato da trattori stradali diversi ed è, di conseguenza, particolarmente adatto anche al trasporto combinato vista la possibilità di utilizzare trattori diversi per ogni parte del viaggio. Altrettanto utile la possibilità con un unico trattore stradale di poter spostare vari semirimorchi, per ottimizzare i tempi di lavoro. Il secondo caso è invece rappresentato da una motrice-autocarro, fornita dunque di vano di carico, e un rimorchio; questa soluzione permette dei volumi di carico maggiori rispetto alla precedente, a discapito però della flessibilità degli accoppiamenti (con l'unica eccezione del trasporto con container o con cassa mobile dove la flessibilità viene nuovamente garantita a scapito però della volumetria di carico).
In caso di trasporti urgenti è anche spesso usato l'autocarro normale che, a fronte di un peso (e di un volume) caricabile ridotto, offre una maggiore mobilità. Tutti questi tipi di automezzi, per carichi di merce generica, hanno in comune la presenza di una centinatura, cioè un telaio in metallo con barre rimovibili in legno o alluminio (le cosiddette "stecche") e delle sponde apribili nella parte inferiore, il tutto ricoperto da un telone in materiale plastico pesante. Questa soluzione permette di aprire velocemente il vano di carico su tutti i lati per agevolare la stivatura delle merci e nello stesso tempo garantisce una protezione del materiale trasportato dagli agenti atmosferici.

### Automezzi per trasporto specifico
Nel caso la merce da trasportare non sia imballabile è necessario utilizzare degli automezzi specifici, di conseguenza vediamo circolare spesso per le strade autocarri cisterna per il trasporto di materiali liquidi (benzina e latte ad esempio), autocarri silos per i materiali in polvere (granaglie e mangimi), bisarche per il trasporto di autovetture, autocarri frigoriferi per gli alimentari a temperatura controllata (carne e pesce).

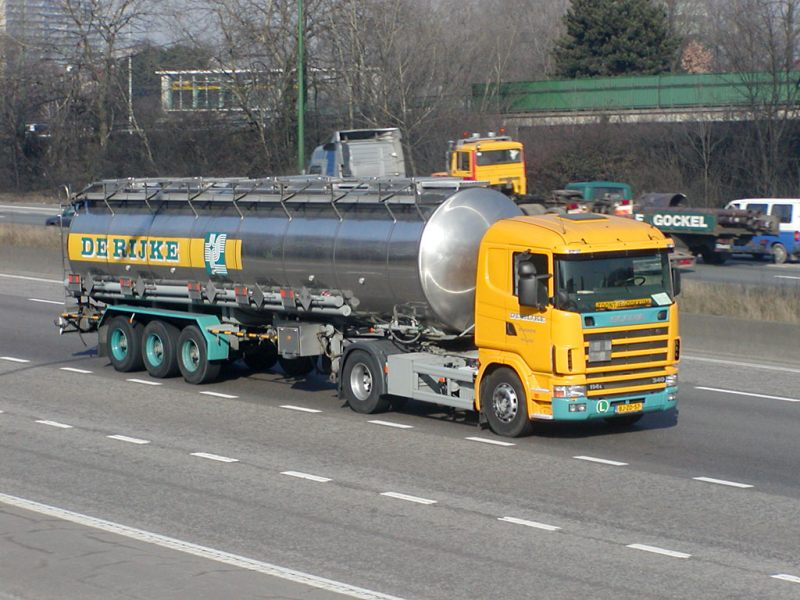
Carichi liquidi
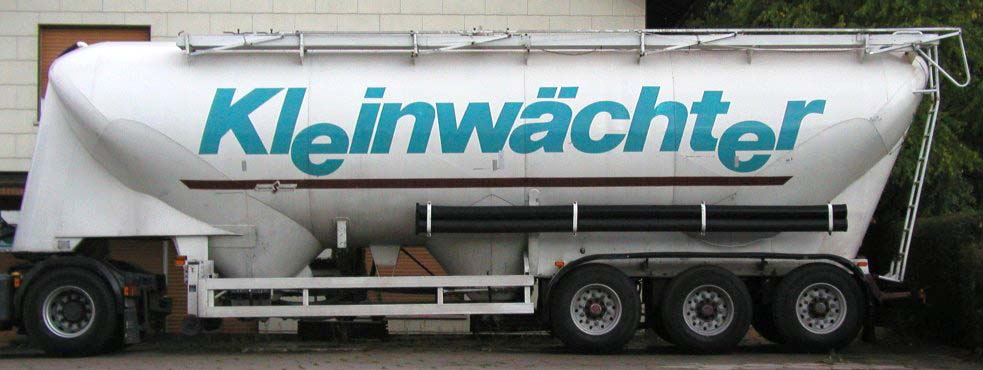
Carico polveri
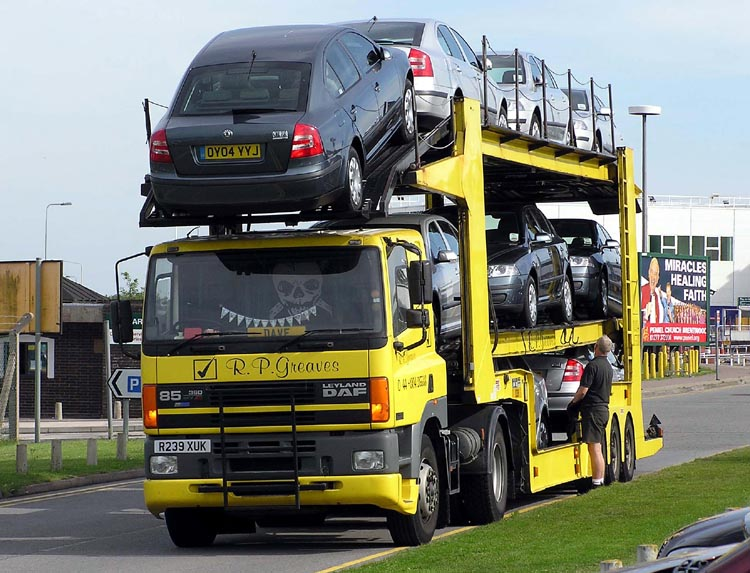
Carico auto
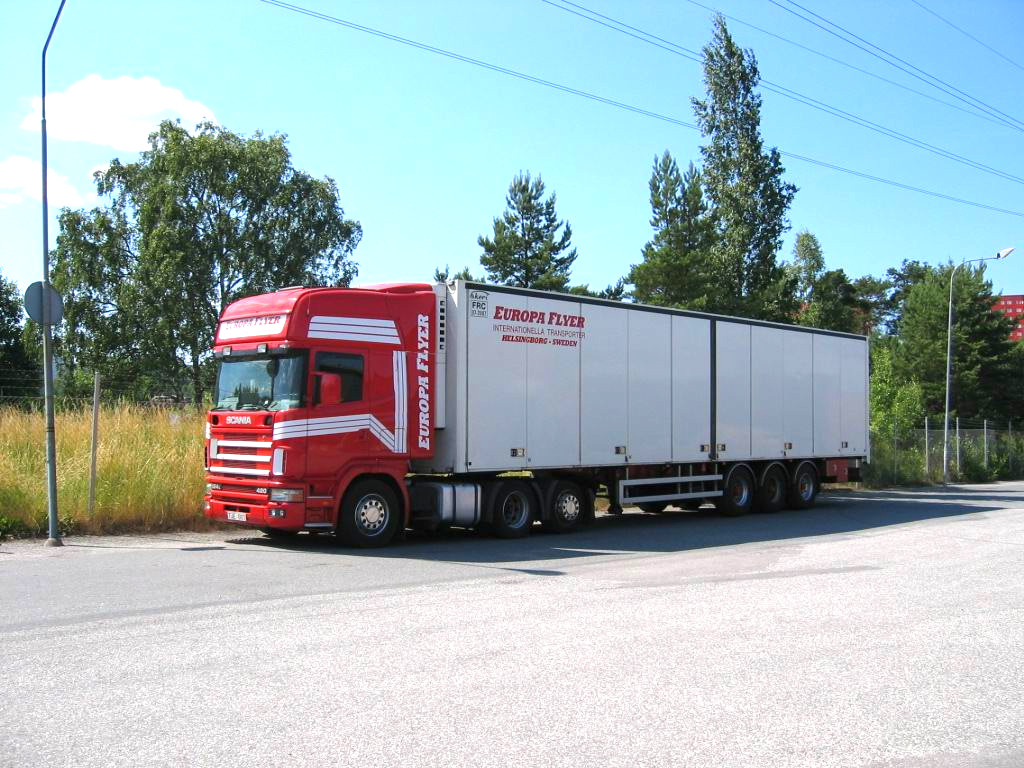
Coibentato

### Trasporti eccezionali
Quando i materiali sono di peso o ingombro molto elevati, pertanto al di fuori della sagoma o di peso superiore al P.T.T. ammesso, è necessario ricorrere a dei trasporti specialistici, i trasporti eccezionali. Questo tipo di trasporti necessita di lunga e accurata pianificazione, sia nello studio dei percorsi, sia nello studio degli orari migliori per l'effettuazione; necessita anche dell'intervento di molto personale poiché è necessaria una scorta qualificata, detta anche scorta tecnica, effettuata da parte del personale munito di un'apposita abilitazione concessa dalla Polizia stradale. Qualche volta è la stessa Polizia stradale a effettuare la scorta. Lungo le strade si vedono spesso rimorchi forniti di moltissime ruote per poter distribuire il peso della merce trasportata oppure mezzi "pianalati" (senza sponde laterali) e a "collo d'oca" (il piano di carico non è uniforme ma presenta un gradino nella parte posteriore per agevolare il carico di merci alte) per i carichi sporgenti, ad esempio nel caso dei trasporti di barche o di lunghi manufatti in cemento per la costruzione di ponti.